# Пирмин
Пирмин (на латински: Pirminius, първо Primenius или Priminius, също Pirmin; * ок. 670, † 3 ноември 753, манастир Хорнбах) е монах, основател на манастири и светец. Чества се на 3 ноември.

## Произход и религиозна дейност
Произлиза от Ирландия или от Югозападна Галия или от Париж. Той е пътуващ монах и действа по поръчка на Карл Мартел от Каролингите.
От 724 до 727 г. Пирмин е първият абат на манастира на остров Райхенау. През 724 г. Пирмин основава манастир Мителцел на боденския остров Райхенау, след това няколко манастира между Шварцвалд и Вогезите. Около 741 г. основава Хорнбахския манастир в Хорнбах, Югозападен Пфалц, където умира и е погребан през 753 г.
През 1558 г. граф Антон фон Салм мести тленните му останки в Шпайерския манастир. През 1575 г. граф Швайкхард фон Хелфенщайн ги премества в Инсбрук. След намирането на неговия гроб в Хорнбах през 1953 г. част от реликвите му са дадени обратно на манастирите в Хорнбах, Шпайер и Пирмазенс.
Пирмин е наречен светец („Sanctus“) още в края на VІІІ век в ръкопис от Мец.

## Произведения
- Scarapsus. Ursmar Engelmann: Der heilige Pirmin und sein Pastoralbüchlein (= Reichenau-Bücherei. Bd. 1). Eingeleitet und ins Deutsche übertragen. 2., neu bearbeitete Auflage. Thorbecke, Sigmaringen 1976, ISBN 3-7995-3501-2
- Scarapsus (= Monumenta Germaniae Historica. Quellen zur Geistesgeschichte des Mittelalters. Bd. 25). Eckhard Hauswald. Hahn, Hannover 2010, ISBN 978-3-7752-1025-6 (Konstanz, Universität, Dissertation, 2005/2006)